# My Left Foot
My Left Foot (bra: Meu Pé Esquerdo; prt: O Meu Pé Esquerdo), também chamado de My Left Foot: The Story of Christy Brown, é um filme hiberno-britânico de 1989 do gênero drama biográfico, dirigido por Jim Sheridan, com roteiro de Shane Connaughton e do próprio Sheridan baseado na autobiografia de Christy Brown.

## Sinopse
Baseado na história real do escritor e artista plástico Christy Brown, deficiente físico que enfrentou vários obstáculos até alcançar o reconhecimento da família, do público e da crítica.

## Elenco principal
- Daniel Day-Lewis .... Christy Brown
- Brenda Fricker .... sra. Brown
- Ray McAnally ... sr. Brown
- Alison Whelan .... Sheila
- Kirsten Sheridan .... Sharon
- Ruth McCabe .... Mary
- Fiona Shaw .... dra. Eileen Cole
- Cyril Cusack .... lorde Castlewelland

## Prêmios e indicações
| Prêmio                  | Categoria                   | Recipiente                      | Resultado                 |
| ----------------------- | --------------------------- | ------------------------------- | ------------------------- |
| Oscar 1990              | Melhor ator                 | Daniel Day-Lewis                | Venceu                    |
| Oscar 1990              | Melhor atriz coadjuvante    | Brenda Fricker                  | Venceu                    |
| Oscar 1990              | Melhor filme                | Melhor filme                    | Indicado                  |
| Oscar 1990              | Melhor direção              | Jim Sheridan                    | Indicado                  |
| Oscar 1990              | Melhor roteiro adaptado     | Shane Connaughton, Jim Sheridan | Indicado                  |
| BAFTA 1990              | Melhor ator                 | Daniel Day-Lewis                | Venceu                    |
| BAFTA 1990              | Melhor ator coadjuvante     | Ray McAnally                    | Venceu                    |
| BAFTA 1990              | Melhor filme                | Melhor filme                    | Indicado                  |
| BAFTA 1990              | Melhor maquiagem            |                                 | Indicado                  |
| BAFTA 1990              | Melhor roteiro adaptado     | Shane Connaughton, Jim Sheridan | Indicado                  |
| David 1990              | Melhor produtor estrangeiro | Noel Pearson                    | Venceu[carece de fontes?] |
| Globo de Ouro 1990      | Melhor ator - drama         | Daniel Day-Lewis                | Indicado                  |
| Globo de Ouro 1990      | Melhor atriz coadjuvante    | Brenda Fricker                  | Indicada                  |
| Independent Spirit 1990 | Melhor filme                | Melhor filme                    | Venceu                    |